# Här är världen, se den vakna
Här är världen, se den vakna är en psalm med text skriven av Ylva Eggehorn 1988. Musiken är skriven 1988 av Sven-Erik Bäck.

## Publicerad i
- Psalmer i 90-talet som nr 856 under rubriken "Dagen och årets tider".
- Psalmer i 2000-talet som nr 939 under rubriken "Dagen och årets tider"